# Campionato italiano maschile di pallanuoto 1945
Il campionato italiano di pallanuoto del 1945 si concluse inizialmente con la vittoria della Lazio. Nel 1946, tuttavia, la FIN annullò per errore tecnico il risultato della partita decisiva tra Lazio e RN Napoli, revocando di conseguenza il titolo alla Lazio. Il titolo di campione d'Italia 1945 di pallanuoto rimase pertanto non assegnato. Il 15 ottobre 2021 il titolo venne assegnato alla Lazio.

## Eliminatorie
Disputate alla piscina dello Stadio di Roma.

### Girone A
- 14 settembre 1945:
  - RN Napoli-ASSI 9-0.
  - RN Camogli-Triestina 4-2.
  - RN Napoli-RN Camogli 4-4.
  - Triestina-ASSI 7-2.
- 15 settembre 1945:
  - RN Camogli-ASSI 3-1.
  - RN Napoli-Triestina 5-4.

|  |    | Classifica finale 1945 | Pt | G | V | N | P | GF | GS |
|  | -- | ---------------------- | -- | - | - | - | - | -- | -- |
|  | 1. | Napoli                 | 5  | 3 | 2 | 1 | 0 | 18 | 8  |
|  | 1. | Camogli                | 5  | 3 | 2 | 1 | 0 | 11 | 7  |
|  | 3. | Triestina              | 2  | 3 | 1 | 0 | 2 | 15 | 11 |
|  | 4. | ASSI                   | 0  | 3 | 0 | 0 | 3 | 3  | 19 |

Verdetti
- Napoli e Camogli ammesse alle Finali.

### Girone B
- 14 settembre 1945:
  - SS Lazio-Catania 10-0.
  - RN Florentia-Virtus Bologna 2-0 (rinuncia).
  - SS Lazio-RN Florentia 6-5.
  - Catania-Virtus Bologna 2-0 (rinuncia).
- 15 settembre 1945:
  - RN Florentia-Catania 9-0.
  - SS Lazio-Virtus Bologna 2-0 (rinuncia).

|  |    | Classifica finale 1945 | Pt | G | V | N | P | GF | GS |
|  | -- | ---------------------- | -- | - | - | - | - | -- | -- |
|  | 1. | Lazio                  | 6  | 3 | 3 | 0 | 0 | 18 | 5  |
|  | 2. | Florentia              | 4  | 3 | 2 | 0 | 1 | 16 | 6  |
|  | 3. | Catania                | 2  | 3 | 1 | 0 | 2 | 2  | 19 |
|  | 4. | Virtus Bologna         | 0  | 3 | 0 | 0 | 3 | 0  | 6  |

Verdetti
- Lazio e Florentia ammesse alle Finali.

## Girone finale

### Risultati
Disputato alla piscina dello Stadio di Roma
- Partite dei gironi eliminatori valide anche per il girone finale:
  - RN Napoli-RN Camogli 4-4.
  - SS Lazio-RN Florentia 6-5.
- 15 settembre 1945: SS Lazio-RN Camogli 6-4
- 16 settembre 1945:
  - SS Lazio-RN Napoli 3-3
  - RN Florentia-RN Camogli 3-1
- 17 settembre 1945: RN Napoli-RN Florentia.

### Classifica
- Manca il risultato di Napoli-Florentia.

|  |    | Classifica finale 1945 | Pt | G | V | N | P | GF | GS |
|  | -- | ---------------------- | -- | - | - | - | - | -- | -- |
|  | 1. | Lazio                  | 5  | 3 | 2 | 1 | 0 | 15 | 12 |
|  | 2. | Napoli                 | 2  | 2 | 0 | 2 | 0 | 7  | 7  |
|  | 2. | Florentia              | 2  | 2 | 1 | 0 | 1 | 8  | 7  |
|  | 4. | Camogli                | 1  | 3 | 0 | 1 | 2 | 9  | 13 |

Verdetti
- Lazio campione d'Italia (revocato)

Nell'aprile 1946 l'assemblea della FIN stabilì «l'annullamento per errore tecnico della partita di finale del campionato 1945 tra Lazio e Napoli. Di conseguenza, il titolo che avrebbe dovuto essere assegnato alla Lazio, non è stato aggiudicato».